# Цорнигер, Александр
Александр Цорнигер (нем. Alexander Zorniger; род. 8 октября 1967, Мутланген, Баден-Вюртемберг) — немецкий тренер.

## Тренерская карьера
С 1 июля 2004 года возглавил клуб «Норманния» из Швебиш-Гмюнда, выступавший в тот момент времени в Оберлиге Баден-Вюртемберг. 5 сезонов под его руководством «Нормания» стабильно занимала места в середине таблице Оберлиги, а в 2007 году выиграла Кубок Вюртемберга, что дало команде право принять участие в Кубке Германии 2007/08, в котором «Норманния» в первом раунде проиграла «Алемании» из Ахена.
С 1 июля по 6 декабря 2009 года занимал должность ассистента тренера в «Штутгарте», в июле 2010 года стал главным тренером клуба «Зонненхоф Гроссашпах», игравшего в регионаллиге «Юг». В сезоне 2011/12 занял второе место, потеряв шансы выиграть лигу за два тура до окончания турнира.
3 июля 2012 года возглавил клуб «РБ Лейпциг». В первом же своём сезоне в клубе Цорнигер выиграл регионаллигу «Северо-Восток» и по итогам двух матчей с победителем сезона 2012/13 регионаллиги «Запад» Шпортфройнде (Лотте) вышел в Третью лигу. Также в 2013 году победил в Кубке Саксонии, обыграв в финале «Кемницер». В сезоне 2013/14 «РБ Лейпциг» занял второе место, обеспечив себе переход во Вторую Бундеслигу и уступив победителю турнира «Хайденхайму» лишь по разнице мячей. 11 февраля 2015 года контракт Цорнигера с лейпцигским клубом был расторгнут по соглашению сторон.
25 мая 2015 года «Штутгарт» объявил, что Александр Цорнигер будет следующим главным тренером клуба после окончания контракта Хуба Стевенса. Контракт немецкого специалиста рассчитан на 3 года, до 30 июня 2018 года. 24 ноября 2015 года Цорнигер был уволен с поста главного тренера «Штутгарта», после того как команда после 13 туров с 9 поражениями находилась в зоне вылета.

## Достижения
«Норманния»
- Обладатель Кубка Вюртемберга: 2006/07

 «РБ Лейпциг»
- Победитель регионаллиги «Северо-Восток»: 2012/13
- Обладатель Кубка Саксонии: 2012/13